# Старобитцевская улица
Староби́тцевская у́лица — улица в районе Северное Бутово Юго-Западного округа Москвы. Расположена ближе всего к МКАД. Начинается от Коктебельской улицы до Куликовской.
Название перенесено с упразднённой улицы, получившей своё имя 6 февраля 1986 года по находившейся в этой местности деревни Старая Битца.

## История
Поселение в этой местности известно с XVIII века как деревня Битцы. Название произошло от речки Битца, на берегу которой была расположена деревня.
В XIX веке название реки изменено на Битцу, а деревня стала именоваться Старыми Битцами (Новыми Битцами называли в это время деревню Аннино).
В 1984 году Старая Битца и окрестные территории с населением 225 человек были включены в черту Москвы и вскоре стали районом массовой жилой застройки.